# Reinhard Exel
Reinhard Exel (* 6. Dezember 1947; † 4. Juli 2014) war ein österreichischer Mineraloge und Geologe (Lagerstätten, Bergbau).

## Leben
Exel wurde 1977 an der Universität Innsbruck in Geologie promoviert (Geologie der Marmolata (Westliche Dolomiten)). Danach war er Umweltgeologe bei der Südtiroler Landesregierung in Bozen. 1981 bis 1983 war er an der Geologischen Bundesanstalt tätig (geologische Kartierung, Bergbau, Erzmikroskopie).
Von ihm stammen Monographien über die Mineralien und Erzlagerstätten Österreichs und Südtirols und ein Geologischer Führer von Sardinien.
Er war seit 2008 Korrespondent der Geologischen Bundesanstalt.

## Schriften
- Sardinien. Geologie, Mineralogie, Lagerstätten, Bergbau, Sammlung Geologischer Führer 80, Borntraeger 1986.
- Die Mineralien Tirols I. Südtirol und Trentino, Bozen: Athesia, 1980 (auch in mehreren italienischen Auflagen)
- mit Christoph Mayr: Die Mineralien Tirols – Band 2: Nordtirol, Vorarlberg und Osttirol, 1982
- mit Christoph Mayr: Kleines Mineralienbuch – Südtirol und Trentino, 1992
- Die Mineralien und Erzlagerstätten Österreichs: Vorkommen, Verwendung und wirtschaftliche Bedeutung, Geologie der Lagerstätten, Geschichte der mineralogischen Erforschung Österreichs, Sammlungswesen und Mineralienhandel: mit Lexikon der Mineralien Österreichs, Eigenverlag, Wien 1993 (447 Seiten).
- Lagerstättenkundliche und montanhistorische Erhebungen über den Erzbergbau in Südtirol (Provinz Bozen, Italien),  Berichte der Geologischen Bundesanstalt 42, Wien 1998.